# Fontaines (Yonne)
Fontaines és un municipi francès, situat al departament del Yonne i a la regió de Borgonya - Franc Comtat. L'any 2007 tenia 469 habitants.

## Demografia

### Població
El 2007 la població de fet de Fontaines era de 469 persones. Hi havia 180 famílies, de les quals 36 eren unipersonals (20 homes vivint sols i 16 dones vivint soles), 72 parelles sense fills, 64 parelles amb fills i 8 famílies monoparentals amb fills.
La població ha evolucionat segons el següent gràfic:
Habitants censats

### Habitatges
El 2007 hi havia 262 habitatges, 185 eren l'habitatge principal de la família, 60 eren segones residències i 16 estaven desocupats. 253 eren cases i 6 eren apartaments. Dels 185 habitatges principals, 149 estaven ocupats pels seus propietaris, 26 estaven llogats i ocupats pels llogaters i 10 estaven cedits a títol gratuït; 2 tenien una cambra, 8 en tenien dues, 34 en tenien tres, 54 en tenien quatre i 87 en tenien cinc o més. 147 habitatges disposaven pel capbaix d'una plaça de pàrquing. A 70 habitatges hi havia un automòbil i a 98 n'hi havia dos o més.

### Piràmide de població
La piràmide de població per edats i sexe el 2009 era:
| Homes | Edats   | Dones |
| ----- | ------- | ----- |
| 0     | 95 o +  | 0     |
| 0     | 90 a 94 | 0     |
| 0     | 85 a 89 | 4     |
| 0     | 80 a 84 | 0     |
| 4     | 75 a 79 | 8     |
| 20    | 70 a 74 | 8     |
| 28    | 65 a 69 | 16    |
| 4     | 60 a 64 | 24    |
| 8     | 55 a 59 | 8     |
| 16    | 50 a 54 | 4     |
| 20    | 45 a 49 | 8     |
| 24    | 40 a 44 | 16    |
| 20    | 35 a 39 | 12    |
| 8     | 30 a 34 | 20    |
| 16    | 25 a 29 | 4     |
| 12    | 20 a 24 | 16    |
| 8     | 15 a 19 | 8     |
| 12    | 10 a 14 | 20    |
| 20    | 5 a 9   | 12    |
| 8     | 0 a 4   | 20    |

## Economia
El 2007 la població en edat de treballar era de 286 persones, 205 eren actives i 81 eren inactives. De les 205 persones actives 188 estaven ocupades (105 homes i 83 dones) i 17 estaven aturades (6 homes i 11 dones). De les 81 persones inactives 25 estaven jubilades, 23 estaven estudiant i 33 estaven classificades com a «altres inactius».

### Ingressos
El 2009 a Fontaines hi havia 172 unitats fiscals que integraven 409 persones, la mediana anual d'ingressos fiscals per persona era de 15.535 €.

### Activitats econòmiques
Dels 13 establiments que hi havia el 2007, 1 era d'una empresa alimentària, 3 d'empreses de construcció, 4 d'empreses de comerç i reparació d'automòbils, 1 d'una empresa de transport, 2 d'empreses de serveis i 2 d'empreses classificades com a «altres activitats de serveis».
Dels 3 establiments de servei als particulars que hi havia el 2009, 2 eren paletes i 1 empresa de construcció.
L'any 2000 a Fontaines hi havia 30 explotacions agrícoles que ocupaven un total de 1.817 hectàrees.

## Equipaments sanitaris i escolars
El 2009 hi havia una escola elemental.

## Poblacions més properes
El següent diagrama mostra les poblacions més properes.